# رئاسة الاستخبارات العامة السعودية
رئاسة الاستخبارات العامة السعودية  هي هيئة حكومية تعني بالمعلومات الاستخباراتية في المملكة العربية السعودية ويتولى رئاستها الفريق خالد بن علي بن عبد الله الحميدان، وتعد رئاسة الاستخبارات العامة في المملكة العربية السعودية أحد المؤسسات الأمنية السيادية التي تهدف بالدرجة الأولى إلى توفير الأمن والاستقرار، وتعمل على المحافظة على مكتسبات الوطن والمواطن داخل المملكة وخارجها. وهي تكوين إداري له هيكل تنظيمي محدد.

## تاريخ الرئاسة العامة للاستخبارات

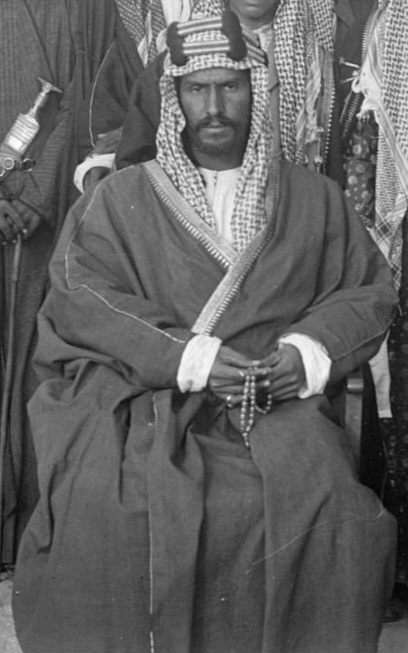
الملك عبدالعزيز بن عبدالرحمن آل سعود سنة 1910

قام مؤسس المملكة العربية السعودية الملك عبد العزيز بن عبد الرحمن آل سعود باستخدام العمل الاستخباري إبان معارك التوحيد التاريخية، فقد كان لا يقوم بأي تحرك عسكري إلا بعد أن يطَّلع -عبر عيونه الذين يرسلهم في محيط أعدائه- على الظروف السياسية والعسكرية للطرف الآخر كي يضع خططه المناسبة لتحقيق النصر. وبدأ اهتمامه بالاتصالات الحديثة ينمو ويتعاظم إلى أن أسس أول شبكة اتصالات لاسلكية عبر البلاد كان لها دور بارز في سرعة نقل المعلومات والأخبار منه وإليه، كما كان لها دور فاعل في العديد من الأحداث التاريخية المهمة داخل المملكة العربية السعودية. ومع تطور الظروف السياسية العالمية والإقليمية والمحلية، واستجابة لمتطلبات تلك المرحلة، وللأهمية السياسية والدينية والاقتصادية التي تعيشها المملكة العربية السعودية، ظهرت الحاجة إلى إنشاء جهاز يعني بتوفير المعلومات لمتخذ القرار، ويساهم مع الأجهزة الأمنية الأخرى في الحفاظ على كيان الدولة ومقوماتها، وتحقيق أمنها الوطني، ويضمن تحقيق مستوى عالٍ من الرفاهية للوطن والمواطن، والمحافظة على جميع مكتسباتهما في جميع المجالات. عندها فكرت المملكة العربية السعودية آنذاك في إنشاء جهاز للاستخبارات، كانت بدايته بافتتاح مكتب للاستخبارات تحت مسمى المباحث العامة عام 1376 هـ. وفي عهد الملك سعود بن عبد العزيز، تم فيها فصل الاستخبارات العامة عن المديرية العامة للمباحث، وتأسيس الاستخبارات كجهاز أمني مستقل بناء على المرسوم الملكي رقم 11 الصادر في 10/ 4/ 1377 هـ، القاضي بإنشاء دائرة خاصة باسم (مصلحة الاستخبارات العامة). كما صدر مرسوم ملكي آخر برقم (15 وتاريخ 10/4/1377 هـ الموافق 2/ 10/ 1957 م). وفي تلك المرحلة تم إنشاء فرعين للرئاسة في الداخل، هما: فرع المنطقة الغربية في جدة، وفرع المنطقة الشرقية في الظهران. وفي عهد الملك فيصل

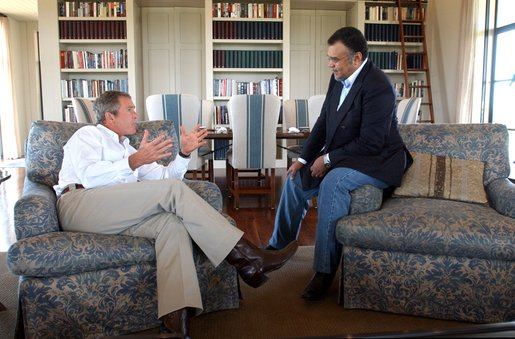
الأمير بندر بن سلطان مع الرئيس الأمريكي جورج بوش الابن 1423هـ

شهدت الرئاسة خلال هذه المرحلة تطورات كبيرة تمثلت في افتتاح بعض مكاتبها الخارجية في بعض الدول ذات الاهتمام[محل شك]، وإنشاء عدد من الفروع الداخلية لتشمل جميع المناطق الرئيسة في المملكة العربية السعودية، إضافة لاتساع نطاق عمل الرئاسة وازدياد عدد مهامها، وتم خلال هذه المرحلة إنشاء وتنظيم العديد من الإدارات التابعة لرئاسة الاستخبارات العامة، مثل: الإدارة العامة للعمليات، والإدارة العامة للشؤون الإدارية والمالية، والإدارة العامة للتخطيط والتدريب، والإدارة العامة للشؤون الفنية، كما تم إنشاء مركز الأبحاث الوطني، ومركز الإعلام والاتصال الدولي (مركز الترجمة سابقاً). وكان ذلك تلبية لاحتياجات الرئاسة واتساع نشاطاتها. كما تم في عام 1418 هـ ضم «مكتب الاتصالات الخارجية» بعد أن كان يتبع رئاسة مجلس الوزراء إلى رئاسة الاستخبارات العامة، وتحويل اسمه إلى «الإدارة العامة للاتصالات الخارجية»، وتم دعمها بأجهزة تقنية ومختصين للاستطلاع اللاسلكي، الذي يمثل أسلوباً وتقنيةً متقدمة في جمع المعلومات الاستخبارية. وشهدت هذه المرحلة توسيع نشاط الرئاسة في الخارج، وذلك بتطوير وإنشاء المزيد من المكاتب الخارجية في بعض الدول الخارجية، والعمل على تنظيمها بما يتفق مع المصلحة العامة للمملكة العربية السعودية. كما شهدت فروع الرئاسة الداخلية خلال هذه المرحلة عمليات تطوير عبر إعادة تشكيل وتنظيم الفروع والمكاتب التابعة لها، وتزويدها بالخبرات والكفاءات المؤهلة حتى تتمكن من أداء مهامها والقيام بواجباتها بكل كفاءة واقتدار. وفي عهد الملك فهد بن عبد العزيز ويمكن تسمية هذه المرحلة بمرحلة التطوير الإداري لرئاسة الاستخبارات العامة، إذ تم خلالها تأسيس وتشكيل اللجان المختصة بعملية التطوير الإداري. فقد تم تشكيل (لجنة التطوير العليا) برئاسة رئيس الاستخبارات العامة، وعضوية قادة الإدارات المختلفة في الرئاسة.

## منشآت الرئاسة

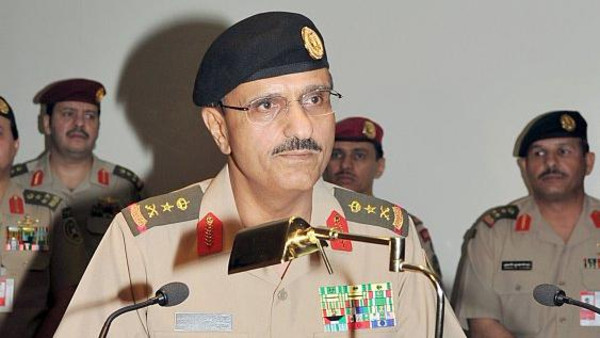
الأمير خالد بن بندر رئيس الاستخبارات العامة (1435 هـ - 1436 هـ)

لرئاسة الاستخبارات العامة مجمع شامل في مدينة الرياض يحتوي على مباني متعددة ومراكز تدريب وتأهيل، وهناك مكاتب داخلية في مدينتي الخبر وجدة، وهناك مكاتب خارجية في الدول ذات الاهتمام.

## المعاهد والمراكز
تتبع لرئاسة الاستخبارات العامة أكاديمية ومركز ومدرسة، هما أكاديمية علوم الأمن الوطني وهي مختصة في تدريب وتأهيل منسوبي الرئاسة والأجهزة الأمنية والعسكرية الأخرى في مجال فنون ومهارات العمل الاستخباري ويقع غرب مدينة الرياض، ومركز ومدرسة الملك عبد الله للأمن الخاص بمدينة الطائف وهي مختصة في مجال تدريس فنون وأساليب المهمات والعمليات الخاصة لضباط الاستخبارات العامة والأجهزة الأمنية والعسكرية الأخرى للقيام بأي مهمة عسكرية خارج المملكة.

## المهام
تتمثل المهمة الرئيسة لعمل رئاسة الاستخبارات العامة في توفير الاستخبارات الاستراتيجية والمساهمة في تحقيق الأمن الوطني للمملكة، وتقديم المعلومات إلى المسؤولين في الوقت المناسب، لاتخاذ الإجراءات السريعة والمناسبة، وذلك طبقاً للنظام الأساسي الذي شكلت بموجبه رئاسة الاستخبارات العامة. ولتحقيق هذه المهمة تقوم رئاسة الاستخبارات العامة بإدارة عمليات الاستخبارات الإستراتيجية والمضادة اللازمة لتحقيق الأمن الوطني، والتخطيط لنشاط أجهزة الاستخبارات الوطنية، وعمل الدراسات والبحوث بناء على متطلبات الأمن الوطني وتقديمها إلي صانعي القرار، لتمكينهم من رسم السياسة الداخلية والخارجية على أسس وقواعد سليمة ومعلومات دقيقة، كما تقوم بإنشاء علاقات متبادلة مع أجهزة الاستخبارات للدول الشقيقة والصديقة.

## الرسالة
تتمثل رسالة رئاسة الاستخبارات العامة في العمل على أداء مهمتها في تحقيق الأمن والاستقرار بشكل أكثر احترافية وذلك من خلال الآتي:
- الجمع المبكر للمعلومات عن الدول ذات الاهتمام، وفق معايير مهنية تضمن دقة وسرعة ومرونة العمل الاستخباري بما يضمن أمن واستقرار المملكة.
- الحصول على معلومات عن جميع الأهداف الإستراتيجية والعسكرية المتعلقة بالدولة المعادية أو المحتمل عداؤها والعمل على توجيه سياسات الحرب النفسية والحرب السياسية ضد هذه الدول خدمة للمصالح الوطنية.
- المساهمة في إخفاء المعلومات السرية المتصلة بالسياسات الاقتصادية والسياسية والعسكرية والدبلوماسية للمملكة بالتعاون مع الجهات ذات العلاقة داخل المملكة وخارجها.
- التخطيط والتنفيذ الفاعل للعمليات الاستخبارية المختلفة في الدول ذات الاهتمام مع التركيز على الدول الأكثر حساسية والتي لها تأثير أكبر على الأمن الوطني.
- جمع المعلومات الخاصة عن عمليات التجسس والتخريب الفكري والمادي والعمل على كشف العناصر المناوئة لها بالتعاون مع المديرية العامة للمباحث.
- إجراء الدراسات المتخصصة والبحوث الإستراتيجية عن طريق منسوبي الرئاسة، أو بالتعاون مع الجامعات ومراكز البحوث، ومع الأجهزة الأمنية والاستخبارية الوطنية والأجنبية بما يخدم الأمن الوطني.
- المتابعة المستمرة للتطورات والمشاركة الفاعلة في المؤتمرات واللقاءات ذات الاهتمام في الداخل والخارج بما يحقق التكيف مع المتغيرات المختلفة.

## الرؤية والقيم
تتمثل الرؤية الخاصة للرئاسة في أن تكون على قدر عالٍ من الاحترافية المهنية، وقادرة على توفير الاستخبارات المبكرة، والدقيقة، والقيام بالعمليات والأنشطة، والتكيف مع متطلبات الأمن المتغيرة لتحقيق الأمن الوطني، وذلك بما لديها من كفاءات بشرية فاعلة، وإمكانيات فنية حديثة بتكامل وتنسيق مع الأجهزة الأمنية والاستخبارية والأجهزة الأخرى ذات العلاقة سواء داخل المملكة أو خارجها.

### القيم والمبادئ
تنطلق الرئاسة في عملها من خلال مجموعة من الثوابت المحددة لطبيعة نشاطها، ومن أهمها:
1. الالتزام بالضوابط الشرعية.
2. عدم الإضرار بمصالح المواطن والدولة.
3. الالتزام بالتوجهات والمواقف الرسمية للدولة.
4. الأخذ بزمام المبادرة.
5. العمل بحس أمني ناضج.
6. الالتزام بالسرية التامة.
7. الحرص الدائم على الانضباط.
8. البعد عن الميول والأهواء الشخصية.
9. الالتزام بمبادئ التطوير المستمر.
10. الالتزام بالنهج المؤسسي في العمل.
11. التركيز على النوع لا الكم.
12. تطبيق مبدأ الثواب والعقاب.

## رؤساء الاستخبارات العامة
▼

| تسلسل | صورة                                | الأسم                               | بداية الفترة                        | نهاية الفترة                          | العاهل                         |
| ----- | ----------------------------------- | ----------------------------------- | ----------------------------------- | ------------------------------------- | ------------------------------ |
| 1     |                                     | محمد بن عبد الله العيبان            | 1956 1376 هـ                        | 1958 1377 هـ                          | الملك سعود                     |
| 2     |                                     | سعيد بن عبد الله كردي               | 1958 1377 هـ                        | 1964 1384 هـ                          | الملك سعود                     |
| 3     |                                     | عمر بن محمود شمس الرشيدي            | 1964 1384 هـ                        | 1977 1397 هـ                          | الملك سعودالملك فيصلالملك خالد |
| 4     |                                     | كمال أدهم                           | 1965                                | 1977                                  | الملك فيصلالملك خالد           |
| 5     | تركي الفيصل بن عبد العزيز آل سعود   | تركي الفيصل بن عبد العزيز آل سعود   | 6 سبتمبر 1977 1397 هـ               | 31 أغسطس 2001 1420 هـ                 | الملك خالد الملك فهد           |
| 5     |                                     | نواف بن عبد العزيز آل سعود          | 1 سبتمبر 2001 1420 هـ               | 26 يناير 2005 1426 هـ                 | الملك فهد                      |
| 6     |                                     | مقرن بن عبد العزيز آل سعود          | أكتوبر 2005 1426 هـ                 | 19 يوليو 2012 1433 هـ                 | الملك عبد الله                 |
| 7     | بندر بن سلطان بن عبد العزيز آل سعود | بندر بن سلطان بن عبد العزيز آل سعود | 19 يوليو 2012 29 شعبان 1433 هـ      | 15 أبريل 2014 15 جمادى الآخرة 1435 هـ | الملك عبد الله                 |
| -     |                                     | يوسف بن علي الإدريسي (بالتكليف)     | 16 أبريل 2014 15 جمادى الآخرة 1435  | 1 يوليو 2014 3 رمضان 1435 هـ          | الملك عبد الله                 |
| 8     | خالد بن بندر بن عبدالعزيز آل سعود   | خالد بن بندر بن عبدالعزيز آل سعود   | 1 يوليو 2014 3 رمضان 1435 هـ        | 29 يناير 2015 9 ربيع الثاني 1436 هـ   | الملك عبدالله الملك سلمان      |
| 9     |                                     | خالد بن علي الحميدان                | 29 يناير 2015 9 ربيع الثاني 1436 هـ |                                       | الملك سلمان                    |

## أنشطة الاستخبارات العامة

### منظمة نادي السفاري
في عام 1976، تم تشكيل تحالف أجهزة استخبارات سري يسمى «نادي السفاري». أعضاؤه الرسميون كانوا إيران، ومصر، والمملكة العربية السعودية والمغرب، وفرنسا. وكان النادي يدار من قبل عملاء الاستخبارات العامة السعودية مثل عدنان خاشقجي. والغرض من إنشاء النادي معارضة النفوذ السوفياتي، والخطر الشيوعي. وتحدثت الاتفاقية بعد ذلك في أساليب وطرق وقف التهديد السوفياتي. والخطر الشيوعي، مؤكدة أن مشروع التصدي لابد أن يكون عالمياً في مفهومه، يتبعه مركز للعمليات مؤهل لتقييم مجريات الأمور في إفريقيا، والتعرف على مناطق الخطر، والتوجيه بطرق وأساليب التعامل معها. ويضم المركز ثلاثة أقسام هي: قسم للسكرتاريا لمتابعة الشؤون الجارية وقسم للتخطيط وقسم للعمليات. واختيرت القاهرة مقراً للمركز، وتحديد موعد بناء المركز في 1 سبتمبر 1976. بينما تكفلت فرنسا بتزويد المركز بالمعدات الفنية للاتصالات والأمن. وقد أعد للنادي مركز للاتصالات بباريس، ضم قاعة اجتماعات سرية ومركز اتصال دولي أسفل مطعم فاخر من مطاعم الدرجة الأولى، لكي يكون ستاراً لدخول وخروج الشخصيات المهمة بحرية وأمان. وعقد التحالف عدة اجتماعات في السعودية، وباريس وكذلك في مقر المركز بالقاهرة. وقد أنفقت مبالغ طائلة للحصول على مبنى المركز وملحقات له وفي إقامة شركات واجهة (للتمويه)، وفي تركيب الخطوط الساخنة والأجهزة الحساسة الأخرى وغير ذلك من وسائل التقنية. وقام رئيس الاستخبارات العامة السعودية كمال ادهم بتحويل بنك تجاري باكستاني صغير هو بنك الاعتماد والتجارة الدولي إلى مكينة تبييض أموال بشراء بنوك حول العالم لخلق أكبر شبكة أموال سرية في التاريخ، لتمويل عمليات التحالف.

#### تدخل نادي السفاري في حرب شابا الأولى
أول عملية تدخل لنادي السفاري كانت في جمهورية الكونغو عام 1977، حيث قدم نادي السفاري الدعم لرئيس زائير موبوتو سيسي سيكو المعروف بتوجهه في مكافحة الشيوعيين، وتم دعمه بالطائرات الحربية والمروحيات مثل طائرات الميراج، وايروسباسيال أس إيه 330 بوما، والقوات البرية، والطيارين والفنيين ضد الجبهة الوطنية لتحرير الكونغو. وتم صد الغزو بنجاح. ونجحت أول عمليات نادي السفاري.

#### تدخل نادي السفاري في حرب أوغادين

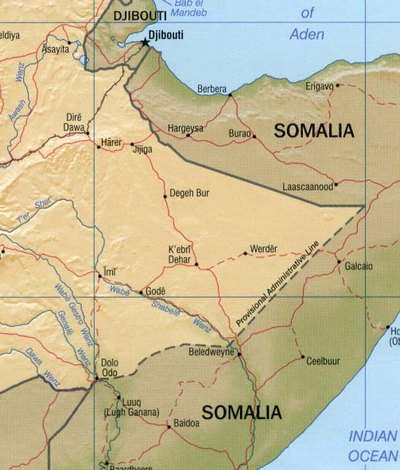
خريطة تبين إقليم أوجادين الذي تحتله إثيوبيا من الصومال

ساند نادي سفاري الصومال في حرب أوغادين (1977–1978) ضد إثيوبيا بعد أن انضمت كل من كوبا والاتحاد السوفيتي إلى جانب إثيوبيا. وقد نشب النزاع حين حاولت الصومال استعادة إقليم أوغادين، ذا الأغلبية من العرق الصومالي، من إثيوبيا. قبل الحرب، كان الاتحاد السوفيتي يساند البلدين عسكرياً. بعد الفشل في التفاوض لوقف اطلاق النار، تدخل الاتحاد السوفيتي للدفاع عن إثيوبيا. القوات الإثيوبية المدعومة سوفيتياً، والتي يؤازرها أكثر من عشرة آلاف جندي كوبي وأكثر من ألف مستشار عسكري، ونحو 1 بليون دولار من العتاد السوفيتي—هزمت الجيش الصومالي وهددت بهجوم مضاد. اتصل نادي السفاري بالزعيم الصومالي سياد بري وعرض عليه السلاح مقابل التخلي عن الاتحاد السوفيتي. وافق بري، ودفعت السعودية لمصر 75 مليون دولار لأسلحتها السوفيتية القديمة. وقامت إيران بإمداد الصومال بأسلحة قديمة قيل أنها ضمت إم-48 باتون من الولايات المتحدة، وقيل أن الدبابات إم-48 باتون الأمريكية المباعة لإيران شُحنت إلى الصومال عبر عُمان

#### نهاية نادي السفاري
لم يستطع نادي السفاري أن يستمر كما كان في السابق بعد خروج بعض الأعضاء، وحدوث أزمة ببعض الدول في النادي مثل الثورة الإيرانية وسقوط الشاه محمد رضا بهلوي، ونهاية السافاك الإيراني. ومع ذلك، استمرت الترتيبات بين وكالة الاستخبارات المركزية الأمريكية، والاستخبارات العامة السعودية. وليام كيسي، مدير حملة رونالد ريغان، نجح في الوصول إلى منصب مدير وكالة الاستخبارات المركزية الأمريكية. وتولى وليام كيسي المسؤولية الشخصية للحفاظ على استمرار الاتصالات مع الاستخبارات العامة السعودية، والاجتماع الشهري مع رؤساء الاستخبارات العامة بداية بكمال أدهم ثم الأمير تركي الفيصل. وتم التخطيط في الاجتماعات لتسليح وتمويل المجاهدين الأفغان ضد الاتحاد السوفياتي. وكان جوهر هذه الخطة الاتفاق بين الولايات المتحدة والمملكة العربية السعودية لتتطابق مع بعضها البعض في تمويل المجاهدين الأفغان ضد الاتحاد السوفياتي.

#### التدخل في الحرب السوفيتية في أفغانستان
أثناء الحرب السوفيتية في أفغانستان في الثمانينات تعاونت رئاسة الاستخبارات مع وكالة الاستخبارات المركزية لدعم المجاهدين الأفغان، وكانت تستخدم الأراضي السعودية كمعبر لشحنات الأسلحة المتوجهة إلى باكستان. وفي ذروة المشاركة السعودية في أفغانستان كان رئيس الاستخبارات السعودية الأمير تركي الفيصل يسافر لباكستان خمس مرات شهرياً. وفي عام 1985، قامت السفارة السعودية في إسلام أباد بنقل جرافات من المملكة العربية السعودية إلى باكستان لبناء معسكرات تدريبية في أفغانستان. في أواخر الثمانينات، قدمت الخطوط السعودية خصماً بنسبة 75٪ على تذاكر السفر المتوجهة إلى بيشاور باكستان دعماً للجهاد في أفغانستان. وكانت رئاسة الاستخبارات تدعم المجاهدين الأفغان فقط ورفضت دعم المجاهدين العرب، وفرضت قيود أيضا على دعم المجاهدين العرب كانت ضمن خطة إعادة تقييم استراتيجيتها تجاههم بعد تيقنها استحالة السيطرة عليهم، ووصل هذا التضييق لدرجة اعتقال من كان يتبرع للمجاهدين. وصرح سفير سفير السعودية في الولايات المتحدة بندر بن سلطان آل سعود في برنامج لاري كينغ لايف بإن في منتصف الثمانينات، كانت السعودية والولايات المتحدة تدعم المجاهدين من أجل تحرير أفغانستان من السوفييت. وجاء أسامة بن لادن لبندر بن سلطان آل سعود ليشكره على جهوده في جلب الولايات المتحدة.

### أنغولا
في عام 1983، قال ضابط المخابرات العامة السابق السعودي علي بن مسلم، الذي كان مبعوث غير رسمي من قبل الملك فهد لشمال أفريقيا بأن قبل عام من «تزويدهم للمغاربة ب50 مليون دولار لمساعدتهم على دفع نفقات تدريب الشعب الأنغولي في المغرب، ودفع نفقات السلع والخدمات لهم». بأنه قد التقى رئيس وكالة المخابرات المركزية ويليام كيسي حول العملية الأنغولية في نيويورك في خريف 1983 وفي أغسطس 1984، صرح زعيم يونيتا، جوناس سافيمبي، لصحيفة واشنطن بوست أن حركته حصلت ما قارب 70 مليون دولار في السنة «من العديد من الأصدقاء العرب»، وبالأخص من المملكة العربية السعودية.

### نيكاراغوا
في 1984، عندما طلبت إدارة ريغان في خطتها السرية بيع أسلحة لإيران لتمويل متمردين الكونترا في نيكاراغوا، التقى روبرت ماكفارلان، مستشار الأمن القومي، مع الأمير بندر بن سلطان، سفير المملكة العربية السعودية في واشنطن حينها، وأوضح البيت الأبيض أن السعوديين سيكسبون الكثير من تأييد واستحسان الإدارة الأميركية، ووكالة المخابرات المركزية. وإثرها، قدمت الاستخبارات العامة السعودية مليون دولار شهريًا لتمويل الكونترا للاعتراف بدعم الإدارة السابق للسعوديين، واستمر الدعم السعودي حتى بعد أن قطع الكونغرس التمويل عن الكونترا. وفي النهاية، ساهمت السعودية بمبلغ 32 مليون دولار، عن طريق حساب بنكي في جزر كايمان. وعندما انتشرت فضيحة إيران والكونترا وبدأ السؤال عن دور الأستخبارات العامة السعودية، حافظت المملكة العربية السعودية على أسرارها، ورفض الأمير بندر بن سلطان التعاون في التحقيق، الذي قاده لورنس والش من المجلس المستقل. ورفض الأمير بندر بن سلطان الشهادة وقال في رسالةٍ كتب فيها إن ثقة بلده والتزامها مثل الصداقة بين البلدين، هي للمدى البعيد وليس لوقت قصير. وكانت أهداف المملكة العربية السعودية من دعم المتمردين في في نيكاراغوا من أجل الحد من قوة اللوبي الإسرائيلي في الولايات المتحدة الذي كان يعارض بيع الأسلحة المتطور للسعودية، وإقامة علاقات قوية من الحكومة الأمريكية، ووكالة المخابرات المركزية.

### البوسنة والهرسك
ذكرت صحيفة واشنطن بوست في فبراير أن السعودية مولت عملية عسكرية بلغت تكلفتها 300 مليون دولار أمريكي لتمرير أسلحة للبوسنة.

### اليمن
21 أبريل 2015، حصلت الاستخبارات السعودية على معلومات وصفت بالقيمة، مفادها أن ميليشيات الحوثي وعلي عبد الله صالح نقلت أسلحة ثقيلة وصواريخ سكود إلى مستودعات في جبل محصنة ضد الهجمات الجوية. وتم استهداف الجبل بثلاثة أسراب من مقاتلات إف 15 سعودية وتم نسف مستودع الصواريخ بالكامل.

#### القاعدة
تقوم الاستخبارات السعودية بالضغط على القاعدة عن طريق افراد عائلاتهم الموجودين داخل المملكة العربية السعودية، ونشرت جواسيس كانوا في السابق متشددين انشقوا عن القاعدة عندما كانوا قيد الاعتقال، كما تستخدم الاستخبارات السعودية القبائل اليمنية التي تؤوي القاعدة في اليمن. عام 2009، قامت الاستخبارات السعودية بتقديم معلومات عن محاولة أحد الأشخاص ينتمي للقاعدة بهجوم انتحاري في طائرة فوق ديترويت. وفي 28 أكتوبر 2010، قام أحد جواسيس الاستخبارات السعودية في اليمن بتقديم معلومات للاستخبارات السعودية حول شحنة من الطابعات المفخخة قامت بصنعها القاعدة متوجهة من اليمن إلى الولايات المتحدة. حيث تم إيصال الشحنات في 27 أكتوبر، إلى مكاتب يو بي إس، وفيديكس في صنعاء، من قبل إمرأة تنتمي للقاعدة، وقامت الاستخبارات السعودية بتقديم المعلومات لجون برينان رئيس وكالة المخابرات المركزية وتحذيره، وقامت أيضا بإعطاء رقم تتبع الشحنات وموعد الوصول للولايات المتحدة، وألمانيا، وتم العثور على الطرود المفخخة وإبطال القنابل قبل أن تصل لوجهتها. وتشير المصادر إلى أن جابر جبران الفيفي العضو السابق في القاعدة، وأحد معتقلي غوانتانامو أصبح جاسوس تابع للاستخبارات السعودية في القاعدة بعد تسليمه للمملكة العربية السعودية من قبل الولايات المتحدة في عام 2006، حيث قام بالهرب إلى اليمن وأنضم مجددا للقاعدة في عام 2008، وقام بتقديم المعلومات الكاملة حول العملية، ثم قام بالهرب إلى المملكة العربية السعودية وتسليم نفسة. عام 2012، قدمت الاستخبارات السعودية معلومات حول شخص ينتمي للقاعدة يخفي قنابل في ملابسة الداخلية ليفجر في طائرة أمريكية وتم القبض عليه وتفكيك القنبلة. 2 مارس 2015، قامت الاستخبارات السعودية بتحرير القنصل السعودي عبد الله الخالدي المختطف من قبل القاعدة في 23 مارس 2012، وأكد نائب وزير الخارجية السعودي، أن العملية التي نجحت في تحرير نائب القنصل السعودي في عدن، كانت سعودية من دون أن يشير في تصريحاته إلى أي مشاركة دولة أجنبية في العملية.

#### اغتيال علي عبد الله صالح
جاء في إحدى الوثائق السرية التي تم تسريبها من السفارة السعودية في صنعاء والموجهة من السفارة في اليمن إلى السعودية والتي تحمل رقم (217511) وتاريخ 25 جمادى الآخرة 1432 هـ، الذي يوافق 28 مايو 2011، بأن مكتب الاستخبارات العامة بالسفارة السعودية تملك معلومات عن محاولة اللواء علي محسن الأحمر قائد الفرقة الأولى مدرع المنشق عن الجيش اليمني وبالتعاون مع بعض القيادات في حزب المؤتمر الشعبي العام وبعض القيادات في الحرس الخاص الرئاسي، سيقومون خلال الأيام القليلة القادمة بتنفيذ عملية اغتيال ضد الرئيس اليمني علي عبد الله صالح. وجاء في الوثيقة الثانية أن مدير مكتب رئاسة الاستخبارات العامة وضابط الارتباط في السفارة السعودية التقوا الشيخ مذحج عبد الله الأحمر عضو مجلس النواب اليمني وأحد قادة الثورة، الذي أكد صحة المعلومات وبأن الأمر لن يقتصر على الرئيس علي عبد الله صالح بل كل أركان دولته الملطخة أيديهم بدماء شباب الثورة، وأن دماء شهداء جمعة الكرامة لن تذهب دون عقاب"، حسب الوثيقة. وبعد عدة أيام في 3 يونيو 2011، تعرض الرئيس علي عبد الله صالح لمحاولة اغتيال في مسجد دار الرئاسة، إثر انفجار قنبلة داخل المسجد بالقصر الرئاسي وفق التقارير الرسمية. أدى إلى مقتل 13 ضابطاً وجندياً ورئيس مجلس الشورى عبد العزيز عبد الغني وإصابة 220 آخرين بجروح متفاوتة بينهم الرئيس علي عبد الله صالح.

### سوريا
- أكدت صحيفة فاينانشال تايمز في مايو 2013، أن المملكة العربية السعودية أصبحت أكبر مزود أسلحة للجيش السوري الحر، وفصائل الثوار،[50] حيث قامت المملكة العربية السعودية بشراء عدد كبير من الأسلحة اليوغوسلافية مثل ام79 اوسا المضاد للدبابات،[51][52] والإم60 من الجيش الكرواتي،[53] وإدخالها إلى سوريا للجيش السوري الحر، وفصائل الثوار عن طريق الأردن جنوب سوريا وتركيا شمال سوريا.[54][55] وبدأت الاسلحة بالوصول إلى الجيش السوري الحر، وفصائل الثوار في ديسمبر 2012، والذي ساعد الجيش السوري الحر بكسب المعارك والسيطرة على بعض المناطق ضد الجيش السوري. وقيل أن شحنات الإسلحة السعودية أتت لمواجهة شحنات الأسلحة من الإيرانية لمساعدة حكومة حزب البعث السوري.[52] وبعد التدخل العسكري الروسي في الحرب الأهلية السورية قامت المملكة العربية السعودية بدعم الجيش السوري الحر بأسلحة نوعية وثقيلة من بينها مضاد للدبابات.[56]

### إريتريا
- في وثيقة مسربة صادرة من سفارة السعودية في إريتريا، بأن رئيس الجبهة الشعبية للديمقراطية والعدالة عبد الله جابر أخبر السفير السعودي في إريتريا بأنه تلقى عروض من الولايات المتحدة، ودول غربية لتجسس على إرتيريا ولكنه اختار المملكة العربية السعودية بسبب العلاقات الدينية، والثقافية، والاجتماعية، القوية بين المملكة العربية السعودية وإريتريا، وتحدث مع السفير عن الأحداث في إريتريا، وإسرائيل، وتنظيم الشباب.[57][58]

## وحدة الصقور

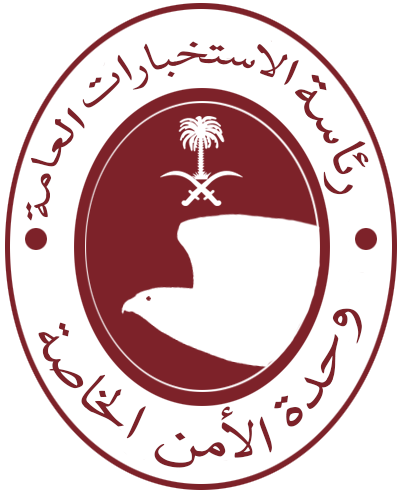
شعار وحدة الصقور بالاستخبارات السعودية

وحدة الأمن الخاص أو وحدة الصقور هي قوات خاصة تابعة للمخابرات السعودية، تم تدشينها في معهد رئاسة الاستخبارات في المزاحمية عام 2010، بحضور رئيس الاستخبارات العامة الأمير مقرن بن عبدالعزيز آل سعود، وكبار المسؤولين بالرئاسة، وكبار الضباط والقادة العسكريين والأمنيين من بينهم الأمير اللواء الركن خالد بن بندر بن عبد العزيز آل سعود نائب قائد القوات البرية السعودية، والأمير اللواء المظلي الركن فهد بن تركي بن عبد العزيز آل سعود قائد وحدات الأمن الخاص والمظليين.

## وصلات خارجية
- الموقع الرسمي لرئاسة الاستخبارات العامة